# 加藤遥
加藤 遥（かとう はるか、1990年9月14日 - ）は、日本の女性タレント、モデルで、元レースクイーン。愛称は、はるきゃん。東京都出身。元プラチナムプロダクション所属。

## 略歴
高校卒業後、美容学校に通う傍らモデル活動を行っていたが、2011年（平成23年）4月よりプラチナムに所属。同年7月、SUPER GT第4戦菅生より「TEAM S Road MOLA」のレースクイーンに就任。前任の坊美希が家庭の事情で脱退したことにより急遽「sucre」（シュクレ）というRQユニットのメンバーとして桃原美奈と共にS Road MOLAをサポートすることになった。デビューレースでチームが優勝し、その年チャンピオンとなる。
2011年（平成23年）9月、「ミスFLASH2012」セミファイナリスト40人の中に選出されるも、ファイナリスト進出は果たせなかった。2011年（平成23年）10月、東京オートサロンイメージガール「A-class」の2012年（平成25年）度メンバーに同じ「sucre」メンバーの清水恵美と共に選ばれる。
2012年（平成24年）以降、モデル・タレント業に専念しており、2014年（平成26年）には藤商事のイメージガール「FUJI7GIRLs」に加入した。後に事務所を退所している。
2017年（平成29年）7月に一般人男性と結婚した。

## 人物
趣味はカラオケ、ショッピング、ジムに通うこと。特技はバレーボール、フラダンス。好きな色は白、水色、ピンク。兄が1人いる（本人のブログより）。

## 作品

### アルバム
- TOKYO AUTOSALON 2012 presents EVOLUTION #8（avex trax） - オートサロン会場限定商品。
  - 自分を好きでいられるように・・・
  - I Wanna Dance

## 出演

### テレビ
- ゴッドタン 〜The God Tongue 神の舌〜（テレビ東京）
  - 2012年2月18日「バレンタインだよ!キモンスターズチャンプ5」 共演：三島ゆかり、矢代梢、飯野かおり、高塚麻奈、青葉ちえり
  - 2012年5月5日「マジギライ1/5 バナナマン日村編」 共演：安藤あいか、由井香織、鳥飼ゆかり、あいな
- 情報満喫バラエティ 週末にしたい10のこと!（2012年、日本テレビ）- 同事務所の竹田愛、村上麻莉奈も出演。
- 妄想の王子様（2013年12月、テレビ東京）

### イベント
- 東京オートサロン（2012年1月13日 - 15日、幕張メッセ） - A-classとして。
- 福岡カスタムカーショー（2012年2月18日 - 19日、福岡Yahoo!JAPANドーム）- A-classとして。
- ビッグバン〜統一への道〜 其之九（2012年6月3日、ディファ有明） - 馬越幸子と共にラウンドガールとして出演。
- 札幌カスタムカーショー（2012年7月14日 - 15日、アクセスサッポロ） - A-classとして。
- おんきょうリレーマラソン（2012年9月17日、11月24日、味の素スタジアム） - MC担当。
- Game Music Tribute Live（2013年8月2日 - 3日、渋谷公会堂） - キャンペーンガール。
- 東京モーターサイクルショー2014（2014年3月28日 - 30日、東京ビッグサイト） - ユピテルブースに出演[4]。